# 莫爾蘭 (阿肯色州)
莫爾蘭（英語：Moreland）是位於美國阿肯色州波普縣的一個非建制地區。該地的面積和人口皆未知。

## 地理
莫爾蘭的座標為35°22′03″N 92°55′59″W / 35.36750°N 92.93306°W，而該地的平均海拔高度為228米（即748英尺）。